# 암실

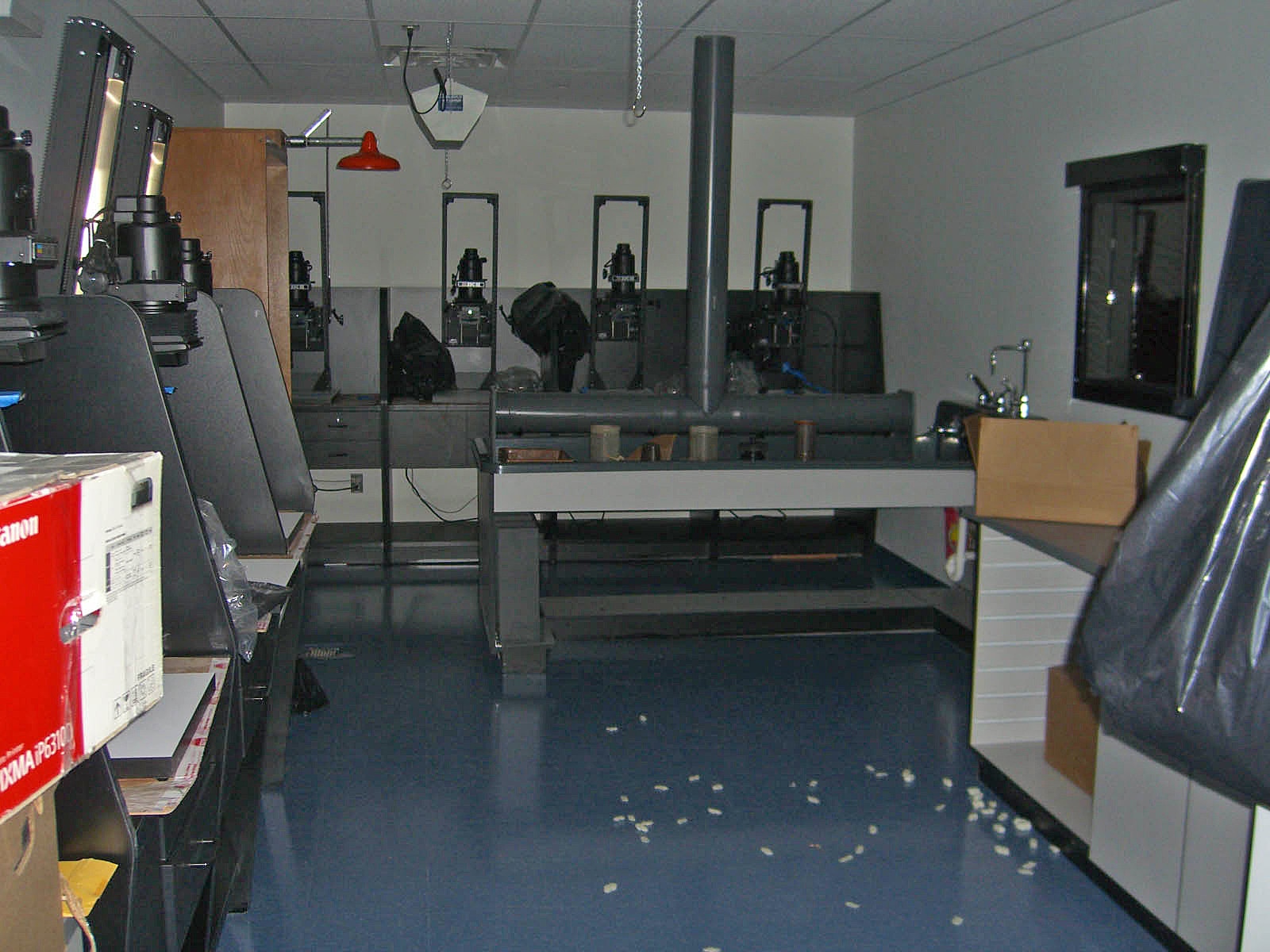
암실

암실(暗室)은 밖으로부터 빛이 들어오지 않도록 만든 방을 말한다. 암실은 외부의 빛에 의하여 영향을 받을 수 있는 광학 기자재 혹은 물질을 다루기 위하여 사용한다. 암실을 사용하는 활동으로는 필름을 이용한 사진 인화나 비파괴 검사 등이 있다.

## 사진 암실
사진 인화 작업에서 폭넓게 사용되는 암실은 주로 흑백 필름과 그 인화지를 다루기 위한 암실이다. 컬러 인화지와는 달리 흑백 인화지는 암등에 대하여 반응하지 않게 설계되었기 때문에, 흑백 인화를 다루는 암실에서는 적색 혹은 주황색의 암등을 켜놓고 작업할 수 있다. 컬러 인화지와 필름은 모든 색의 빛에 반응하므로, 사용자는 완전히 빛을 차단한 상황에서 작업하여야 한다. 이 경우 인화 장비를 이용하여 자동으로 인화하거나, 필름 스캐너 등을 통하여 디지털 인화를 수행하는 경우도 많다.

#### 장비
사진 암실에서는 확대기, 필름 고정용 프레임, 화학적 사진 인화에 필요한 현상액, 정지액과 정착액 등의 화학 약품과 암등, 인화지 등을 구비하여야 한다. 사진 인화 작업은 온도에 민감하므로 온도계와 정온기도 갖춘다. 수세작업을 바로 수행할 수 있도록 수도를 들여 놓는 경우도 많다. 암실은 약품을 다루지만 빛을 차단하는 과정에서 환기가 어려워지는 제약이 있으므로 일반적인 암실에서는 적절한 환기 설비를 갖출 필요가 있다. 이러한 문제 및 공간 문제 때문에 필름의 자가 현상 및 전문적 현상을 위해서 밀폐된 가방 내에서 필름 교환 작업을 수행할 수 있는 암백이나 자동화된 필름 현상 장비를 사용할 수 있다.

## 같이 보기
- 인화
- 디지털 인화